# Хостјерадки-Решов
Хостјерадки-Решов (чеш. Hostěrádky-Rešov) је насељено мјесто са административним статусом сеоске општине (чеш. obec) у округу Вишков, у Јужноморавском крају, Чешка Република.

## Становништво
Према подацима о броју становника из 2014. године насеље је имало 838 становника.